# Bob Dole
Pour les articles homonymes, voir Dole.
Robert Joseph Dole, dit Bob Dole, né le 22 juillet 1923 à Russell (Kansas) et mort le 5 décembre 2021 à Washington, est un homme politique américain, membre du Parti républicain.
Élu au Kansas, il est représentant des États-Unis de 1961 à 1969. Ensuite constamment élu sénateur jusqu'en 1996, il dirige pendant onze ans le Parti républicain au Sénat.
Il est candidat à la vice-présidence des États-Unis en 1976 en tant que colistier de Gerald Ford, puis candidat à la présidence en 1996 face au président sortant démocrate, Bill Clinton.

## Biographie

### Origines et études
Robert Joseph Dole est né le 22 juillet 1923 à Russell (Kansas). Il est diplômé en droit de l'université Washburn à Topeka au Kansas.

#### Seconde Guerre mondiale
Durant la Seconde Guerre mondiale, Bob Dole sert en tant qu'officier d'infanterie de combat en Italie au sein de la 10e division d'infanterie de montagne. Blessé deux fois, il fut hospitalisé pendant 39 mois. Il subit plusieurs opérations, les habitants de Russell se cotisant pour les payer. Décoré de deux Purple Hearts et d'une étoile de bronze, Dole a perdu le quasi entier usage de son bras droit à cause de ses blessures de guerre.

#### Famille
En 1948, Bob Dole se marie avec Phyllis Holden, avec laquelle il aura une fille, Robin, née en 1954.
Divorcé en 1972, Dole s'est remarié en 1975 avec Elizabeth Hanford. Devenue Elizabeth Dole, celle-ci deviendra notamment sénatrice de Caroline du Nord de 2003 à 2009. Elle a tenté sans succès d'obtenir la nomination républicaine pour la présidentielle de 2000.

### Carrière politique
De profession d'avocat à partir de 1952, Bob Dole est aussi un homme politique, élu à la Chambre des représentants du Kansas en 1953.
À la fin de son mandat, il devient procureur général du comté de Russell jusqu'en 1961.
En 1960, Dole est élu à la Chambre des représentants des États-Unis et y sera réélu jusqu'en 1968 pour être élu sénateur du Kansas. Il y sera réélu jusqu'à sa démission le 11 juin 1996.
Pendant ses 27 ans au Sénat, il sera notamment chef de la minorité (1987-1995) ou de la majorité républicaine (1985-1987 et 1995-1996). Il exerce parallèlement une carrière maçonnique. Il laissa son nom au Bayh-Dole Act de 1980, autorisant les universités et autres organismes non-lucratifs à déposer des brevets au sujet d'inventions et découvertes ayant bénéficié de fonds du gouvernement fédéral.
En 1976, Gerald Ford le choisit comme colistier sur le ticket républicain pour l’élection présidentielle à la place qui aurait dû revenir au vice-président en exercice, Nelson Rockefeller, que beaucoup de républicains jugent trop modéré et à gauche du parti. Cependant, avec 48,02 % des suffrages et 27 États remportés, le ticket républicain est battu par le ticket démocrate mené par Jimmy Carter, qui recueille 50,08 % des voix et 23 États.
En 1980 et 1988, il est candidat aux primaires républicaines pour l’élection présidentielle mais est battu par Ronald Reagan puis par George Bush père.
En 1996, Bob Dole obtient la nomination républicaine après avoir lors des primaires défait Steve Forbes et des challengers plus à droite comme Pat Buchanan et Lamar Alexander.
Bob Dole est handicapé dans sa campagne présidentielle par son âge (73 ans), qui en aurait fait avec Ronald Reagan le candidat le plus âgé de l'histoire des États-Unis, jusqu'à la campagne présidentielle américaine de 2020. Avec son colistier Jack Kemp, Dole est lourdement défait, comme attendu, par le président sortant Bill Clinton, lequel est réélu avec 49,2 % des suffrages (379 grands électeurs) contre 40,7 % à Bob Dole (159 grands électeurs). Il est battu par un écart en voix de 8,52 %, un des plus importants des votes populaires du XXe siècle.
Le 17 janvier 1997, Clinton le décore de la médaille présidentielle de la Liberté pour ses services dans l'armée et pour sa carrière politique.
Le 17 janvier 2018, Dole reçoit la Congressional Gold Medal au Capitol Hill en présence du président Donald Trump. La médaille d'or du Congrès est la plus haute distinction civile qui puisse être accordée par le Congrès des États-Unis.

### Retraite

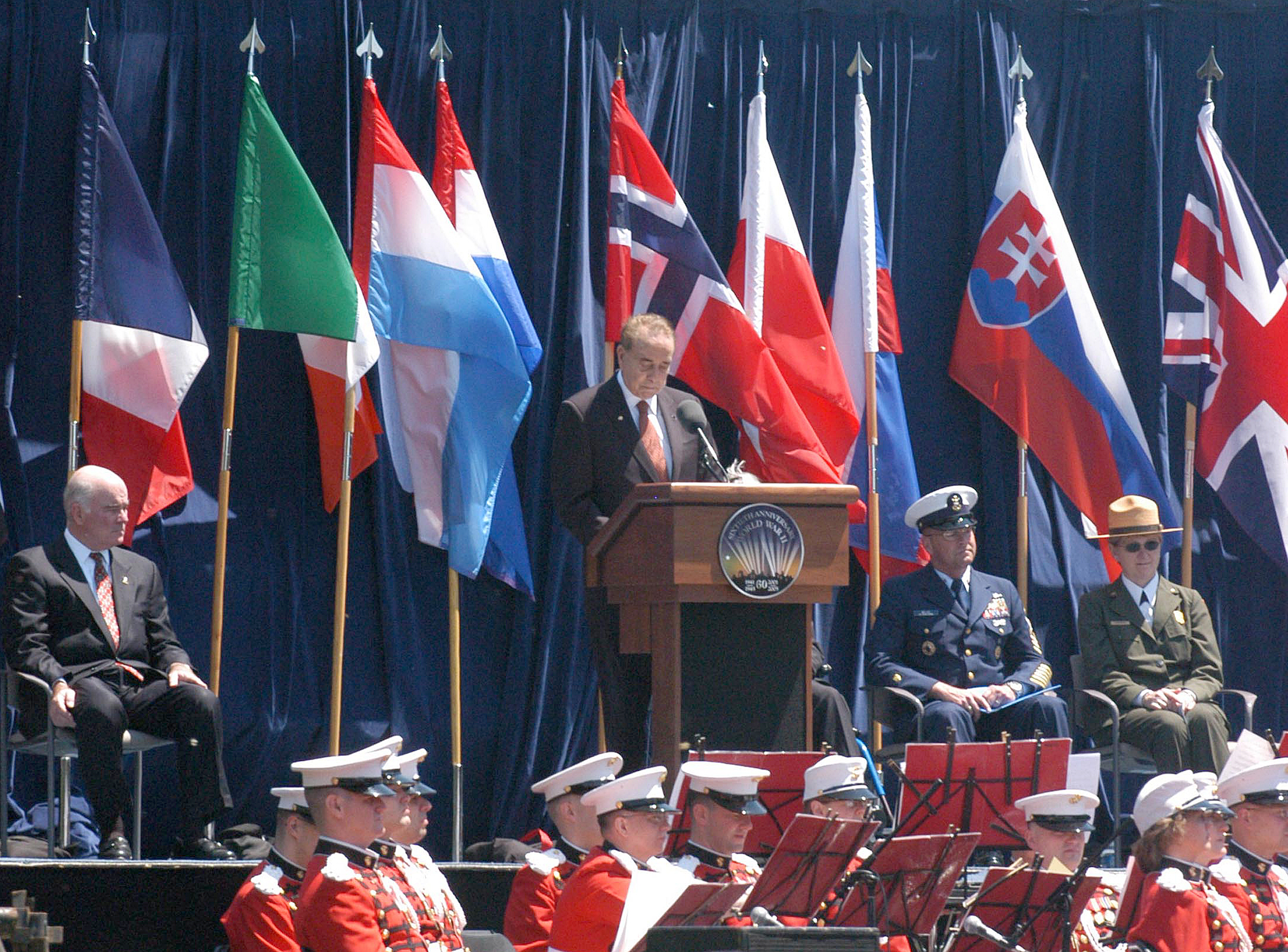
Bob Dole lors de la célébration du de la victoire des alliés en Europe durant la Seconde Guerre mondiale (2005).

Retiré de la vie politique active, Bob Dole est retourné dans un cabinet d'avocat de Washington et mène aussi d'autres activités publiques. Il se fait porte-parole à la télévision dans des publicités pour le Viagra ou Pepsi-Cola et intervient souvent dans des émissions politiques comme le Larry King Live sur CNN. C'est au cours d'une de ces interventions qu'il a une altercation mémorable avec le candidat aux primaires démocrates de 2004, Wesley Clark, et pour lequel il lui prédit, avec raison, sa défaite dès les primaires du New Hampshire.
Détenteur lui-même de deux « Purple Hearts », il peut se permettre, durant la campagne présidentielle de 2004, de s'en prendre au candidat démocrate, John Kerry et à sa propension à étaler ses faits d'armes durant la guerre du Viêt Nam.
Bien qu'à la retraite, il a continué à commenter la vie politique américaine, notamment en s'opposant au projet de réforme de l'assurance maladie prôné par le président démocrate Barack Obama.
Bob Dole est aussi l'auteur d'un livre sur les blagues présidentielles, où il classifie les présidents selon leur humour.
Il apporte le 18 décembre 2011 son soutien à Mitt Romney en vue de la primaire républicaine de 2012.

### Mort
Bob Dole meurt le 5 décembre 2021 à l'âge de 98 ans des suites d'un cancer du poumon.

## Dans la culture populaire

### Apparition dans le H2G2
Bob Dole, dans la version amateur du Guide du voyageur galactique, tiré de l'œuvre de Douglas Adams, est considéré comme « The Oldest Living Creature On The Planet Earth », « la créature vivante la plus vieille de la planète Terre ».

### Apparition dansLes Simpson
Il est enlevé avec Bill Clinton par des extra-terrestres à la veille de l'élection de 1996.
Il apparaît également se présentant en tant que sénateur dans le 14e épisode de la saison 14.

### Apparition dansLes Griffin
Il fait une apparition aux côtés d'autres hommes politiques dans l’épisode 3 de la saison 3, Pas de fumée sans vieux.